# Klub Ronina

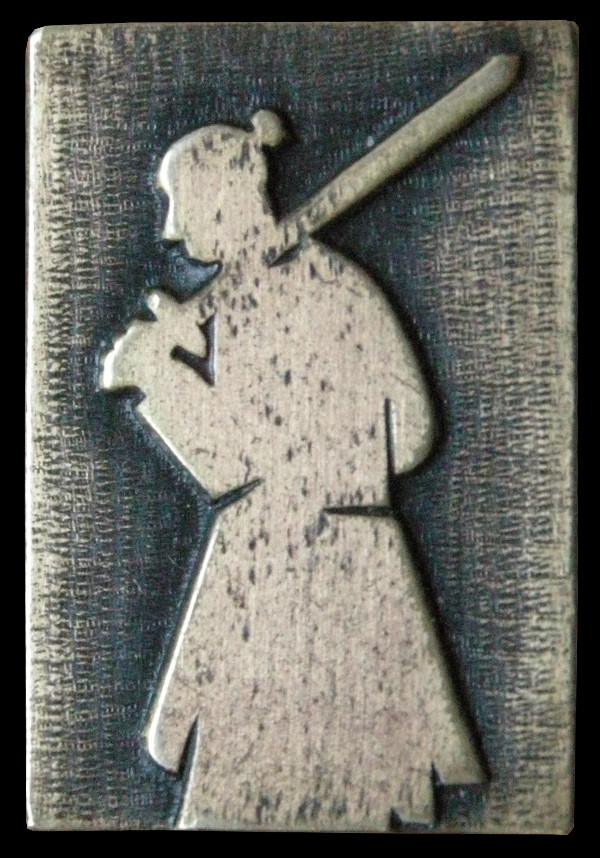
Znaczek Klubu Ronina projektu Andrzeja Krauzego

Klub Ronina – prawicowy dyskusyjny klub polityczny istniejący w Warszawie od stycznia 2007 roku.

## Historia
Twórcami Klubu byli Józef Orzeł, obecny prezes i Rafał Ziemkiewicz. Nazwa klubu odwoływać się miała do tradycji japońskiej „rycerza słusznej sprawy, nieznajdującego żadnego wodza, któremu warto byłoby służyć”, ale przy takim rozumieniu jest odległa od źródłowego znaczenia tego słowa. Pierwsze spotkanie Klubu miało miejsce w restauracji Dekanta. Następne spotkania odbywały się w różnych miejscach w Warszawie m.in. w Bookhouse Cafe, w klubie Hybrydy, a od grudnia 2012 r. w Centrum Prasowym Foksal w Domu Dziennikarza z siedzibą w Pałacu Stanisława Wołowskiego przy ulicy Foksal 3-5.

## Formuła

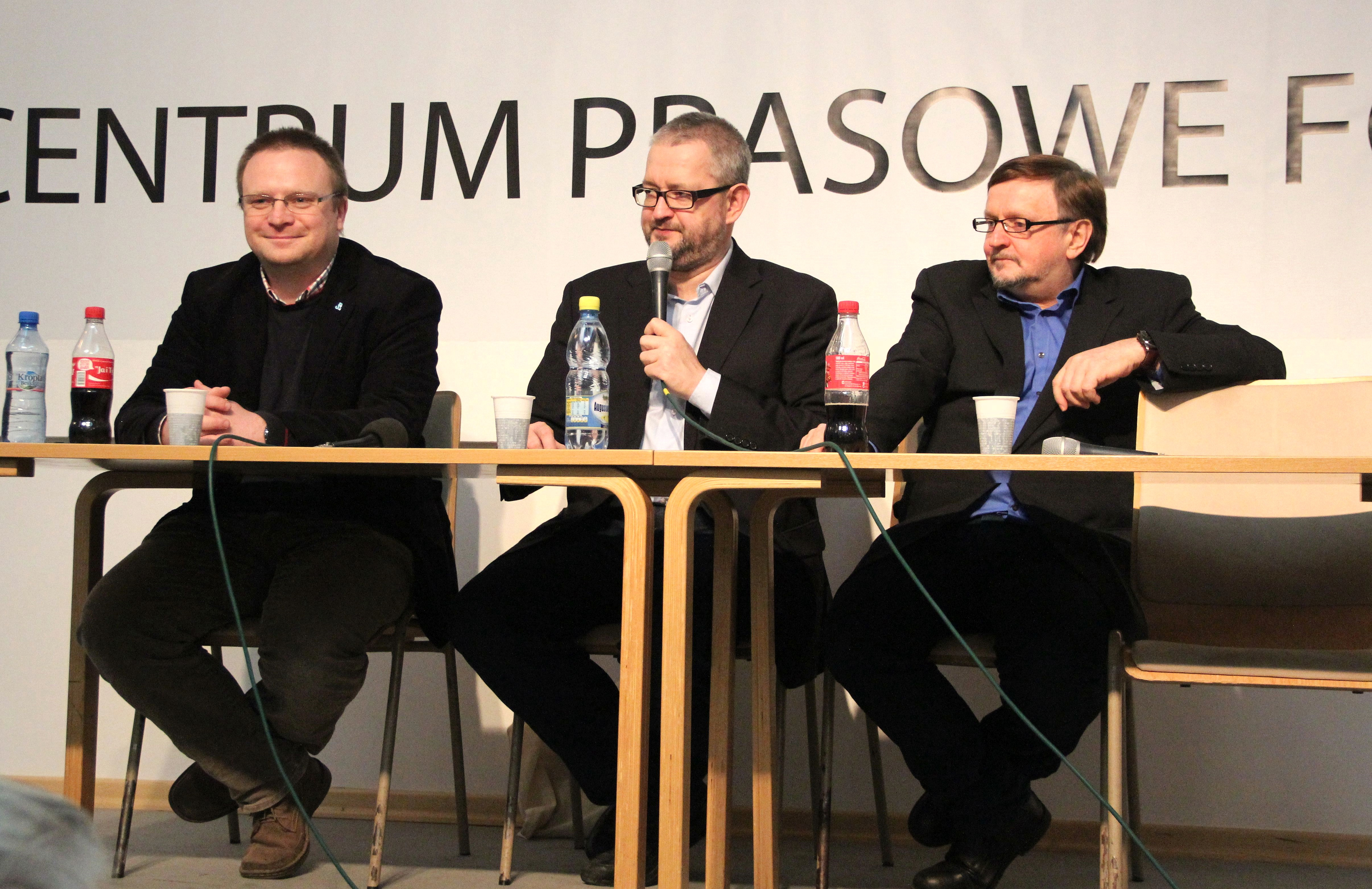
Przegląd Tygodnia w Klubie Ronina, od lewej siedzą Łukasz Warzecha, Rafał Ziemkiewicz i Stanisław Janecki

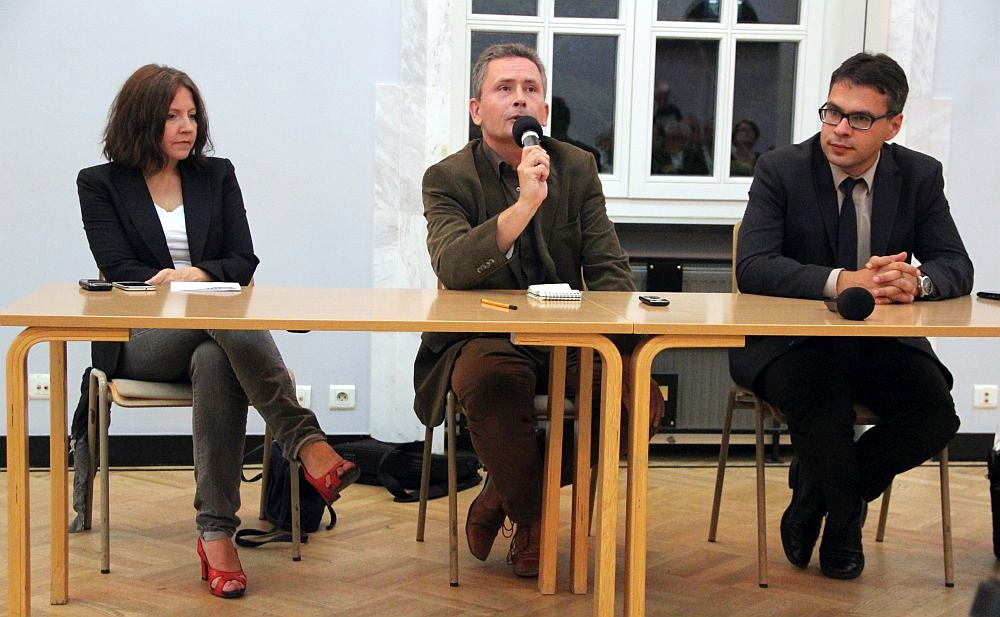
Przegląd Tygodnia w Klubie Ronina, od lewej siedzą Joanna Lichocka, Piotr Skwieciński i Michał Karnowski

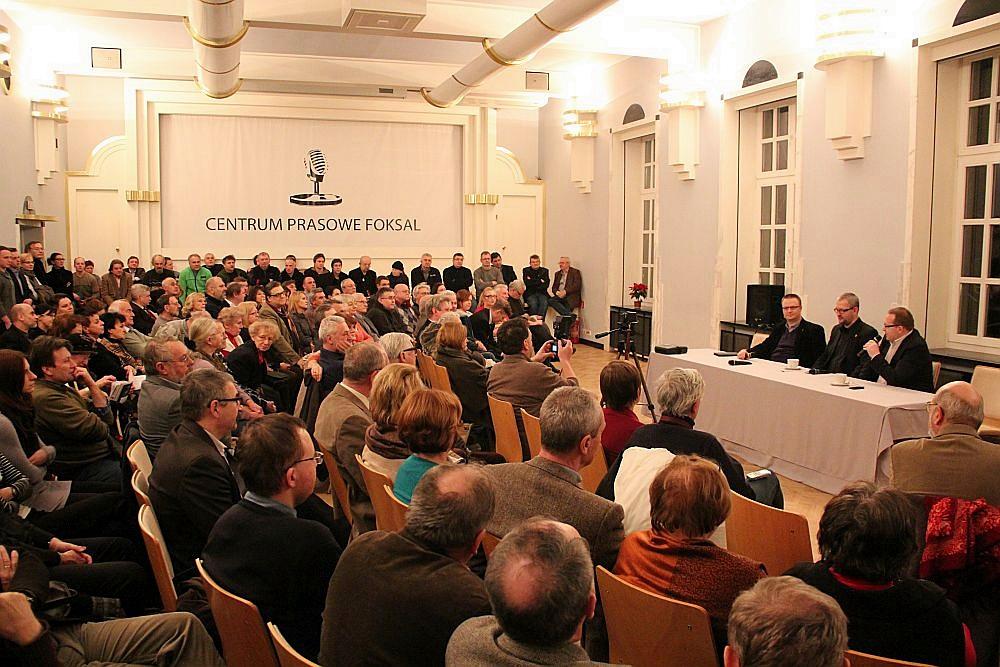
Przegląd Tygodnia w klubie Ronina

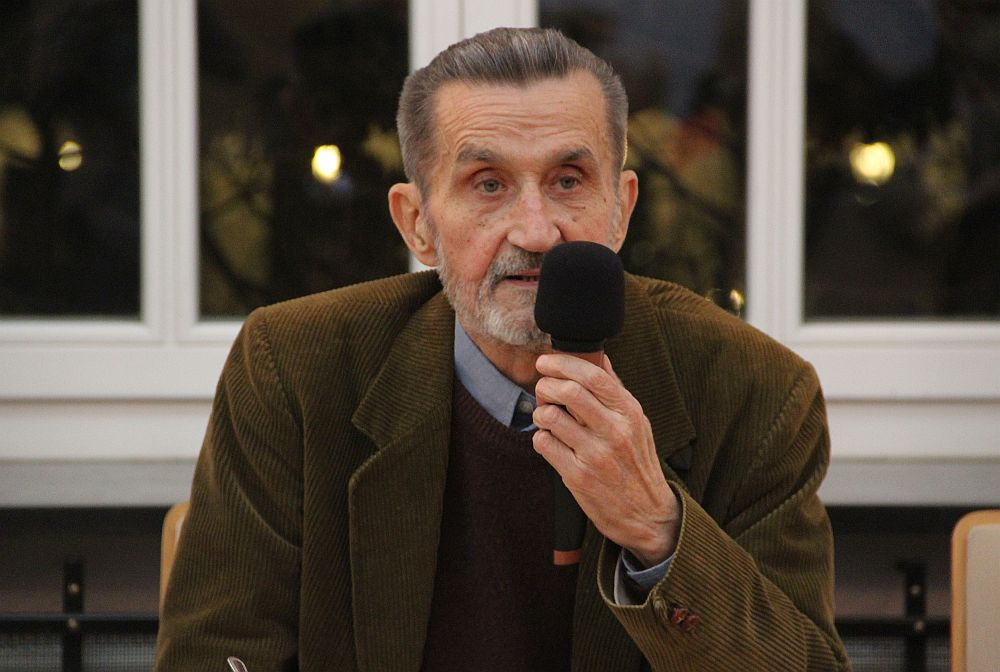
Marek Nowakowski na spotkaniu w Klubie Ronina, 3 marca 2014

Klub ma charakter zamknięty, tworzą go kręgi osób związanych głównie z niektórymi ugrupowaniami postsolidarnościowymi, m.in. z PC i PiS. Członkami Klubu nie mogą być czynni politycy. W cotygodniowych spotkaniach bierze udział każdorazowo od 50 do 150 osób. Każdą relację Blogpressu z poniedziałkowych Przeglądów Tygodnia ogląda mniej więcej od 20 tys. do 30 tys. osób. Spotkania następujące po Przeglądzie ogląda od kilku do dwudziestu kilku tysięcy osób (liczniki Youtube). Spotkania odbywają się w każdy poniedziałek (52 spotkania rocznie od stycznia 2007), czyli do maja 2015 około 430 spotkań.
Cotygodniowe spotkania mają ustaloną formułę; zaczyna je godzinny Przegląd Tygodnia, omówienie ostatnich wydarzeń prowadzone niegdyś zwykle przez trzy osoby. W tej części biorą udział publicyści, m.in. Artur Dmochowski, Cezary Gmyz, Piotr Gociek, Jerzy Jachowicz, Stanisław Janecki, Dorota Kania, Jacek Karnowski, Michał Karnowski, Marek Król, Joanna Lichocka, Maciej Pawlicki, Michał Rachoń, Tomasz Sakiewicz, Piotr Skwieciński, Maciej Świrski, Tomasz Terlikowski, Łukasz Warzecha, Dawid Wildstein, Marcin Wolski, Rafał Ziemkiewicz, głos mogą zabierać również członkowie Klubu. Po dojściu PiS do władzy, gdy prowadzący go dziennikarze częściej zaczęli pojawiać się w telewizji, Przegląd Tygodnia zmienił formułę i zwykle prowadzony jest przez jedną osobę i ma charakter analizy najważniejszych zjawisk tygodnia.
Po Przeglądzie Tygodnia w spotkaniach klubowych następują dyskusje o najważniejszych aktualnie tematach zarówno politycznych, społecznych, jak i kulturalnych. Do tych dyskusji zapraszani są specjaliści mogący podzielić się z członkami Klubu wiedzą niedostępną na ogół w mediach tzw. mainstreamowych. To między innymi spotkania z politykami jak Ryszard Czarnecki, Jarosław Gowin, Marek Jurek, Paweł Kowal, Ryszard Legutko, Antoni Macierewicz, socjologami jak Barbara Fedyszak-Radziejowska, Piotr Gliński, Zdzisław Krasnodębski, Jadwiga Staniszkis, Andrzej Zybertowicz, historykami jak Piotr Gontarczyk, Andrzej Nowak, Sławomir Cenckiewicz, czy Jan Żaryn. Wśród zaproszonych przez Klub do dyskusji byli m.in. Czesław Bielecki, Tadeusz Isakowicz-Zaleski, Witold Kieżun, Agnieszka Romaszewska, Andrzej Urbański, Bronisław Wildstein, Paweł Śpiewak, Leszek Żebrowski. Podczas spotkań Klubu prezentowane są filmy, a także nowo wydane książki. Wśród gości byli filmowcy Grzegorz Braun, Alina Czerniakowska, Maria Dłużewska, Antoni Krauze, Grzegorz Królikiewicz, Zbigniew Rybczyński, oraz pisarze Przemysław Dakowicz, Andrzej Dobosz, Andrzej Tadeusz Kijowski, Krzysztof Masłoń, Maryna Miklaszewska, Marek Nowakowski czy Bohdan Urbankowski.
Klub Ronina wspiera zdarzenia kulturalne, wśród nich były prowadzone przez współtwórców wieczory wspomnień i dyskusje o historii Teatru STS czy Piwnicy Pod Baranami, koncerty Leszka Czajkowskiego, Ryszarda Makowskiego, Pawła Piekarczyka, a także współorganizacja 50-lecia działalności artystycznej jednego z Roninów, Jana Pietrzaka. Klub zorganizował przedstawienie – czytanie przez zespół aktorów sztuki Wojciecha Tomczyka pt. „Bezkrólewie”, sztuki wydanej przez miesięcznik „Dialog”, nominowanej do Gdyńskiej Nagrody Dramaturgicznej, ale nigdy nie wystawionej na scenie teatru.
Od roku 2011 wszystkie spotkania Klubu Ronina relacjonowane są w całości w internecie – m.in. na stronach: Blogpressu, którego ekipa nagrywa spotkania, Niezależna.pl, wPolityce.pl, a także na kanale Blogpressportal – YouTube. Od roku 2014 transmitowane są też na żywo przez NiepoprawneRadio.pl. 8 czerwca 2015 r. miała miejsce pierwsza, przeprowadzona na żywo przez Blogpress, relacja filmowa ze spotkania z zaproszonym do Klubu Ronina Jarosławem Kaczyńskim. Dwa razy w tygodniu członkowie klubu otrzymują newsletter zawierający wszystkie informacje o ostatnio odbytych i planowanych spotkaniach, a także linki do zdarzeń mogących interesować członków Klubu. Oprócz stałych cotygodniowych spotkań, Klub organizuje też spotkania dodatkowe, odbywające się również poza miejscem stałych spotkań.

## Aktywność
Klub Ronina m.in. razem z Fundacją Kocham Ob-ciach uczestniczył w pisaniu konstytucji obywatelskiej, jest też współtwórcą obywatelskiego Ruchu Kontroli Wyborów. Niektóre spotkania Klubu Ronina współorganizowane są razem ze Stowarzyszeniem Solidarni 2010. Klub Ronina jest jednym z patronów medialnych nagrody „Złotej Ryby” corocznie wręczanej w Klubie przez Fundację Macieja Rybińskiego najlepszemu młodemu felietoniście, współpracuje też z Towarzystwem Patriotycznym, a także z Redutą Dobrego Imienia, której lider – Maciej Świrski jest członkiem Klubu Ronina.

## Statuetka artRonina
- Maciej Świrski[39] (2022)
- prof. Andrzej Zybertowicz[40](2021)